# Poeciliopsis santaelena
Poeciliopsis santaelena, tên thông thường là Santa Elena livebearer, là một loài cá nước ngọt thuộc chi Poeciliopsis trong họ Cá khổng tước. Loài này được mô tả lần đầu tiên vào năm 2008.

## Từ nguyên
Loài cá này được đặt theo tên của khu vực bán đảo Santa Elena (Costa Rica), nơi đầu tiên tìm thấy chúng.

## Phạm vi phân bố và môi trường sống
P. santaelena có phạm vi phân bố ở Trung Mỹ. Loài cá này hiện chỉ được tìm thấy ở sông Potrero Grande (bán đảo Santa Elena, Costa Rica).
Potrero Grande là một con sông có lưu lượng giảm vào mùa khô, kéo dài từ cuối tháng 12 đến giữa tháng 5 năm sau, chỉ chảy hoàn toàn khi vào mùa mưa rất lớn. Vào mùa khô, dòng sông khô cạn, chỉ còn trơ lại những vũng nước ở đáy. Điều kiện hạn hán khắc nghiệt ở nơi đây có khả năng trở nên trầm trọng hơn do việc biến đổi khí hậu, có khả năng khiến cho loài này bị tuyệt chủng trong tương lai. Chính vì thế, P. santaelena được xếp vào Loài sắp nguy cấp.

## Mô tả
Chiều dài cơ thể tối đa được ghi nhận ở P. santaelena là gần 5 cm.